# Панайотис Димарас
Панайотис Димарас (на гръцки: Παναγιώτης Δημαράς) е гръцки революционер, капитан на чета в Гръцко-турската война от 1897 година.